# پیل‌ماهی چشم‌سفید
پیل ماهی چشم سفید (نام علمی: Campylomormyrus rhynchophorus) نام یک گونه از زیرخانواده پیل‌ماهی‌ها است.